# Catasetum
Catasetum is een geslacht uit de orchideeënfamilie dat bestaat uit circa 150 soorten en natuurlijke hybriden.

## Naamgeving
De naam is een combinatie van Oudgrieks en Latijn. Het eerste deel komt van het Oudgriekse voorzetsel 'kata', dat 'naar beneden gericht' betekent. 'Seta' komt uit het Latijn en betekent 'stugge borstelhaar'. Samengevoegd duidt dit de twee naar beneden gerichte borstelharige antennae aan van de mannelijke bloeiwijze.

## Voorkomen
De soorten komen voor van Mexico tot in de tropische gebieden van Zuid-Amerika. De meeste soorten worden gevonden in Brazilië. Er zijn zo'n 150 soorten met een aantal ondersoorten en variaties alsmede een aantal natuurlijke hybrides. In de plantenteelt zijn ook doelbewuste kruisingen gemaakt tussen Catasetum-soorten en aanverwante geslachten als Clowesia en Dressleria en zijn er een aantal cultivars ontwikkeld. 

## Beschrijving
De planten bezitten dikke sigaarvormige pseudobulben die in groepjes bijeen staan. De bladeren zijn samengevouwen aan de bovenkant en de soort is bladverliezend. Als de bladeren afgevallen zijn, worden de bollen stekelachtig van vorm.

## Bloem
De eenhuizige bloeiwijze ontstaat vanuit de basis van de plant. Hij bestaat uit zeer markante vaak vleesachtige vreemd gevormde bloemen die ofwel vrouwelijk of mannelijk zijn. Deze eigenschap komt zelden voor bij orchideeën. De mannelijke bloemen zijn kleurrijk en de vrouwelijke zijn geelgroen. Een individuele plant brengt slechts bloemen van één geslacht voort. Welk type bloem een plant produceert hangt af van de groeiomstandigheden. In zeldzame gevallen is waargenomen dat in wisselende omstandigheden één plant zowel vrouwelijke als mannelijke bloemen voortbrengt. Omdat de bloemen per sekse zo verschillen van uiterlijk, is er vroeger gedacht door taxonomen dat het om verschillende soorten zou gaan. De mannelijke bloemen hebben een ejaculatiemechanisme om het stuifmeel uit de bloem te sproeien. Via een antenna die als lanceerknop fungeert wordt het stuifmeel (het pollen) weggeschoten. Wanneer de antenna door een insect wordt aangeraakt wordt het pollen op het insect geslingerd en blijven er aan kleven. Bij de volgende bezochte bloem kan dat, indien deze vrouwelijk is, weer worden afgestaan en kan bevruchting plaatsvinden.

## Soortenlijst
| - C. aculeatum (Brazilië) - C. adremedium (Peru) - C. alatum (Brazilië) - C. albovirens (Brazilië) - C. albuquerquei (Brazilië) - C. apertum - C. arachnoideum (noorden van Brazilië) - C. arietinum (Brazilië) - C. aripuanense (Brazilië) - C. ariquemense (Brazilië) - C. ariquemense var. ariquemense (Brazilië). schijnknol, epifyt - C. ariquemense var. viride (Brazilië) - C. atratum (Brazilië) - C. barbatum (Trinidad tot het zuiden van tropisch Amerika) - C. bergoldianum (Venezuela) - C. bicallosum (zuiden van Venezuela) - C. bicolor (Colombia tot het zuiden van Venezuela) - C. bifidum (Brazilië) - C. blackii (Brazilië) - C. blepharochilum (Colombia) - C. boyi (Brazilië) - C. brichtae (Brazilië) - C. cabrutae (Venezuela) - C. callosum(zuiden van tropisch Amerika) - C. carolinianum (Brazilië) - C. carrenhianum (Brazilië) - C. carunculatum (Peru) - C. cassideum (zuidoosten van Venezuela tot noorden van Brazilië) - C. caucanum (Colombia) - C. caxarariense (Brazilië) - C. cernuum (Trinidad tot Brazilië) - C. charlesworthii (Venezuela) - C. cirrhaeoides (Brazilië) - C. cochabambanum (Bolivia) - C. collare (Venezuela tot Ecuador en noorden van Brazilië) - C. colossus (Noorden van Brazilië) - C. complanatum (Brazilië) - C. confusum (Brazilië) - C. coniforme (Peru) - C. cotylicheilum (Peru) - C. crinitum (Noord-Brazilië) - C. cristatum (noorden van Zuid-Amerika tot Noord-Brazilië) - C. cucullatum (Brazilië) - C. decipiens (Venezuela) - C. deltoideum (Frans-Guyana, Guyana en Suriname) - C. denticulatum (Brazilië) - C. discolor (geheel tropisch Amerika) - C. ×dunstervillei (C. discolor × C. pileatum) (Venezuela) - C. dupliciscutula (Bolivia) - C. expansum (Uitbreidende Catasetum) (Ecuador) - C. fernandezii (Peru) - C. ferox (Zuidelijk Venezuela tot Brazilië) - C. fimbriatum (Zuidelijk tropisch Amerika) - C. finetianum (Colombia) - C. franchinianum (Brazilië) - C. fuchsii (Bolivia) - C. galeatum (Brazilië) - C. galeritum (Noord Brazilië) - C. georgii (Noord Brazilië) - C. gladiatorium (Brazilië) - C. globiflorum (Brazilië) - C. gnomus (Zuidelijk Venezuela tot Noord-Brazilië) - C. gomezii (Venezuela) - C. ×guianense (C. longifolium × C. macrocarpum) (Frans-Guyana, Guyana en Suriname) - C. hillsii (Peru) - C. hoehnei (Brazilië) - C. hookeri (Brazilië) - C. incurvum (Ecuador tot Peru) - C. integerrimum (Intacte Catasetum) (Mexico tot Midden-Amerika) - C. interhomesianum (Bolivia) - C. ×intermedium (Brazilië) - C. ×issanensis(C. longifolium × C. pileatum) (Brazilië) - C. japurense (noorden van Brazilië) - C. jarae (Peru) - C. juruenense (Brazilië) - C. justinianum (Bolivia) - C. kempfii (Bolivia). - C. kleberianum (Brazilië) - C. kraenzlinianum (noorden van Brazilië) - C. laminatum (Centraal-Mexico en zuidwestelijk Mexico) - C. lanceatum (Brazilië) - C. lanxiforme (Peru) - C. lehmannii (Colombia) - C. lemosii (noorden van Brazilië) - C. lindleyanum (Colombia) - C. linguiferum (noorden van Brazilië) - C. longifolium (noorden van Zuid-Amerika tot noorden van Brazilië) - C. longipes (Brazilië) - C. lucis (Colombia) - C. luridum (Frans-Guayana, Guyana en Suriname tot het oosten van Brazilië) - C. macrocarpum (Trinidad en Tobago tot noorden van Argentinië) | - C. macroglossum (Ecuador) - C. maculatum (Midden-Amerika tot Venezuela) - C. maranhense (noordoostelijk Brazilië) - C. maroaense (Venezuela) - C. matogrossense (Brazilië) - C. meeae (noorden van Brazilië) - C. mentosum (noorden van Brazilië) - C. merchae (Venezuela) - C. micranthum (Brazilië) - C. microglossum (Ecuador tot Peru) - C. mojuense (Brazilië) - C. monodon (Brazilië) - C. monzonense (Peru) - C. moorei (Peru) - C. multifidum (Brazilië) - C. multifissum (Peru) - C. nanayanum (Peru) - C. napoense (Ecuador tot Peru) - C. naso (Colombia tot Venezuela) - C. ochraceum (Colombia) - C. ollare (noorden van Brazilië) - C. ornithoides (noorden van Brazilië) - C. osakadianum (Brazilië) - C. osculatum (Brazilië) - C. palmeirinhense (Brazilië) - C. parguazense (Venezuela) - C. pendulum (westen van Mexico) - C. peruvianum (Peru) - C. pileatum (Trinidad tot Ecuador) - C. planiceps (Noorden van Zuid-Amerika tot Brazilië) - C. platyglossum (Colombia) - C. pleidactylon (Peru) - C. ×pohlianum(C. hookeri × C. trulla) (Brazilië) - C. poriferum (Frans-Guayna, Guyana en Suriname) - C. pulchrum (Brazilië) - C. punctatum (Brazilië) - C. purum (Brazilië) - C. purusense (Peru) - C. pusillum (Peru) - C. randii (Brazilië) - C. regnellii (Brazilië) - C. reichenbachianum (noorden van Brazilië) - C. richteri (Brazilië) - C. ricii (Bolivia) - C. rigidum (Brazilië) - C. rivularium (Brazilië) - C. rohrii (zuiden van Brazilië) - C. rolfeanum (noorden van Brazilië) - C. rondonense (Brazilië) - C. rooseveltianum (Brazilië) - C. ×roseoalbum (Frans-Guyana, Guyana en Suriname) - C. saccatum (zuiden van tropisch Amerika) - C. samaniegoi (Ecuador) - C. sanguineum (Colombia tot Venezuela) - C. sanguineum var. sanguineum (Colombia totVenezuela) - C. sanguineum var. viride (Colombia tot Venezuela) - C. schmidtianum (Brazilië) - C. schunkei (Peru) - C. schweinfurthii (Peru) - C. seccoi (Brazilië) - C. semicirculatum (Brazilië) - C. socco (zuidoosten van Brazilië) - C. × sodiroi (C. expansum × C.macroglossum) (Ecuador) - C. spitzii (Brazilië) - C. spitzii var. album (Brazilië) - C. spitzii var. christyanum (Brazilië) - C. spitzii var. sanguineum (Brazilië) - C. spitzii var. spitzii (Brazilië) - C. splendens (Venezuela tot noorden van Brazilië) - C. stenoglossum (noorden van Brazilië) - C. stevensonii (Ecuador tot Peru) - C. tabulare (Colombia) - C. taguariense (Brazilië) - C. × tapiriceps (noorden van Brazilië) - C. taquariense (westen en midden van Brazilië) - C. tenebrosum (Ecuador tot Peru) - C. tenuiglossum (Peru) - C. thompsonii (Frans-Guyana, Guyana en Suriname) - C. tigrinum (Brazilië) - C. transversicallosum (Peru) - C. trautmannii (Peru) - C. tricolor (Guatemala) - C. tricorne (Colombia) - C. triodon (zuiden van Brazilië) - C. tuberculatum (Colombia tot Peru) - C. tucuruiense (Brazilië) - C. uncatum (Brazilië) - C. variabile (Brazilië) - C. vinaceum (westen en midden van Brazilië) - C. vinaceum var. album (Brazilië) - C. vinaceum var. splendidum (Brazilië) - C. vinaceum var. vinaceum (Brazilië) ) - C. × violascens (westen van Zuid-Amerika) - C. viridiflavum (Midden-Amerika) - C. × wendlingeri (Venezuela tot Frans-Guyana, Guyana en Suriname) - C. yavitaense (Venezuela) |

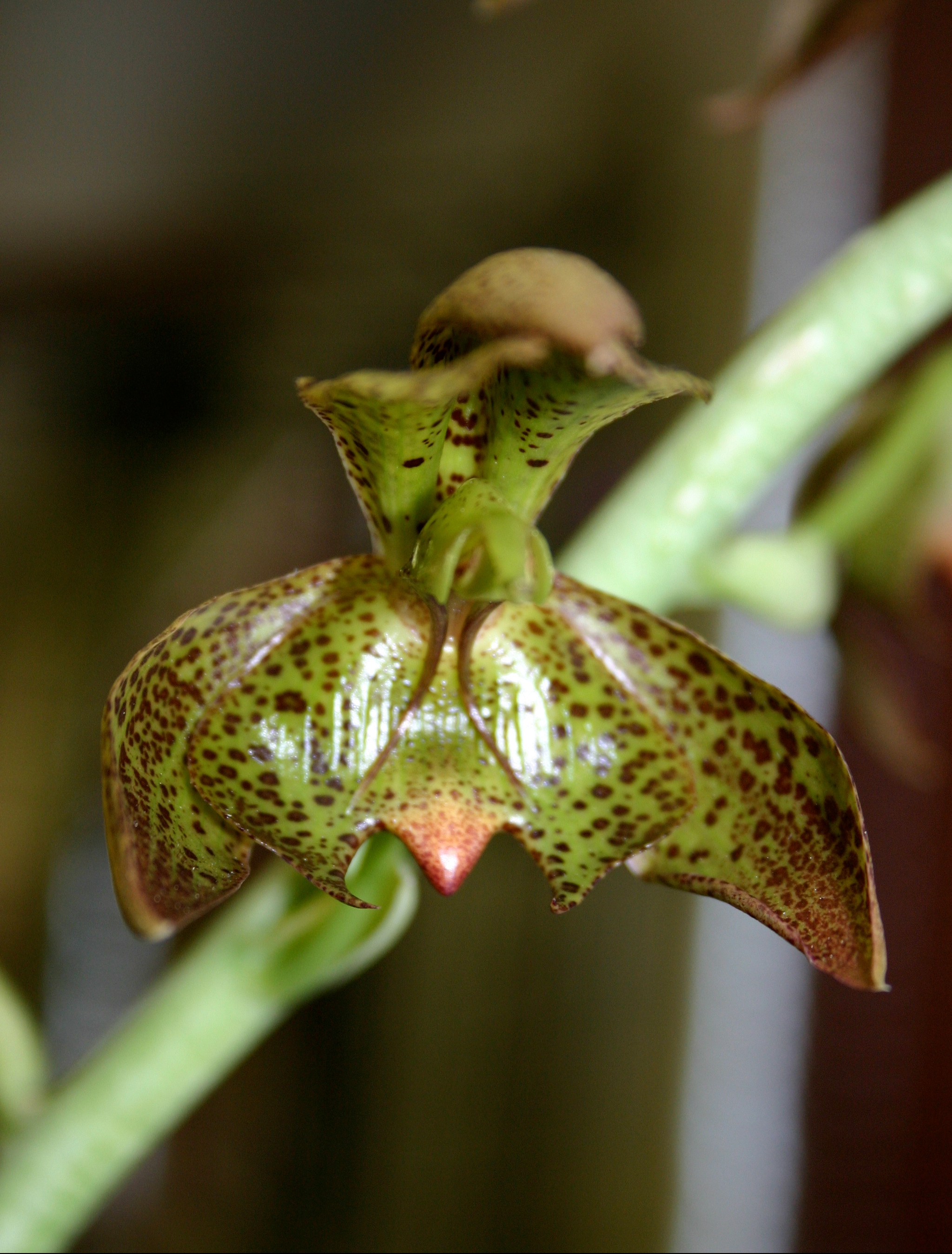
Catasetum cernuum
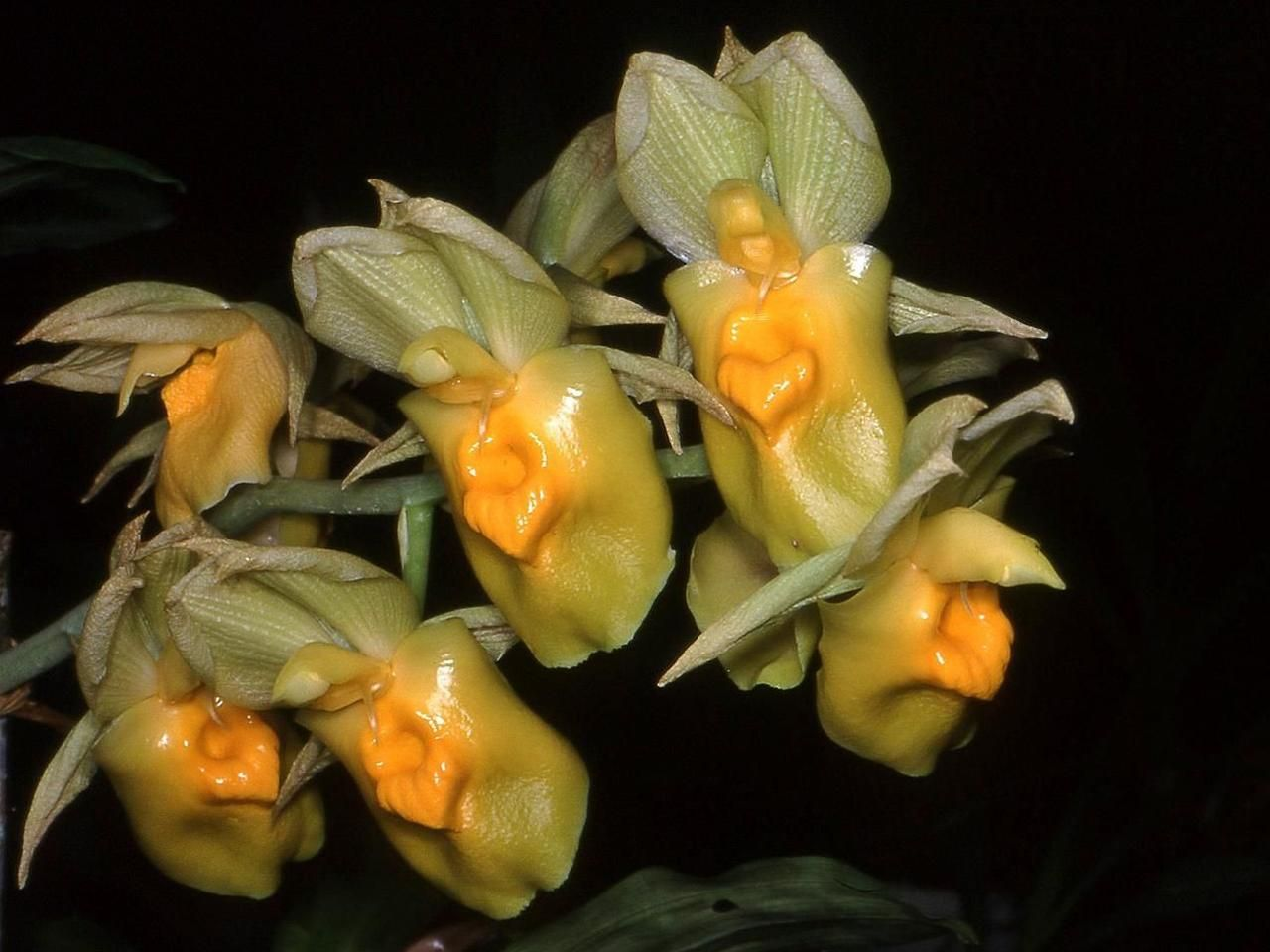
Catasetum expansum
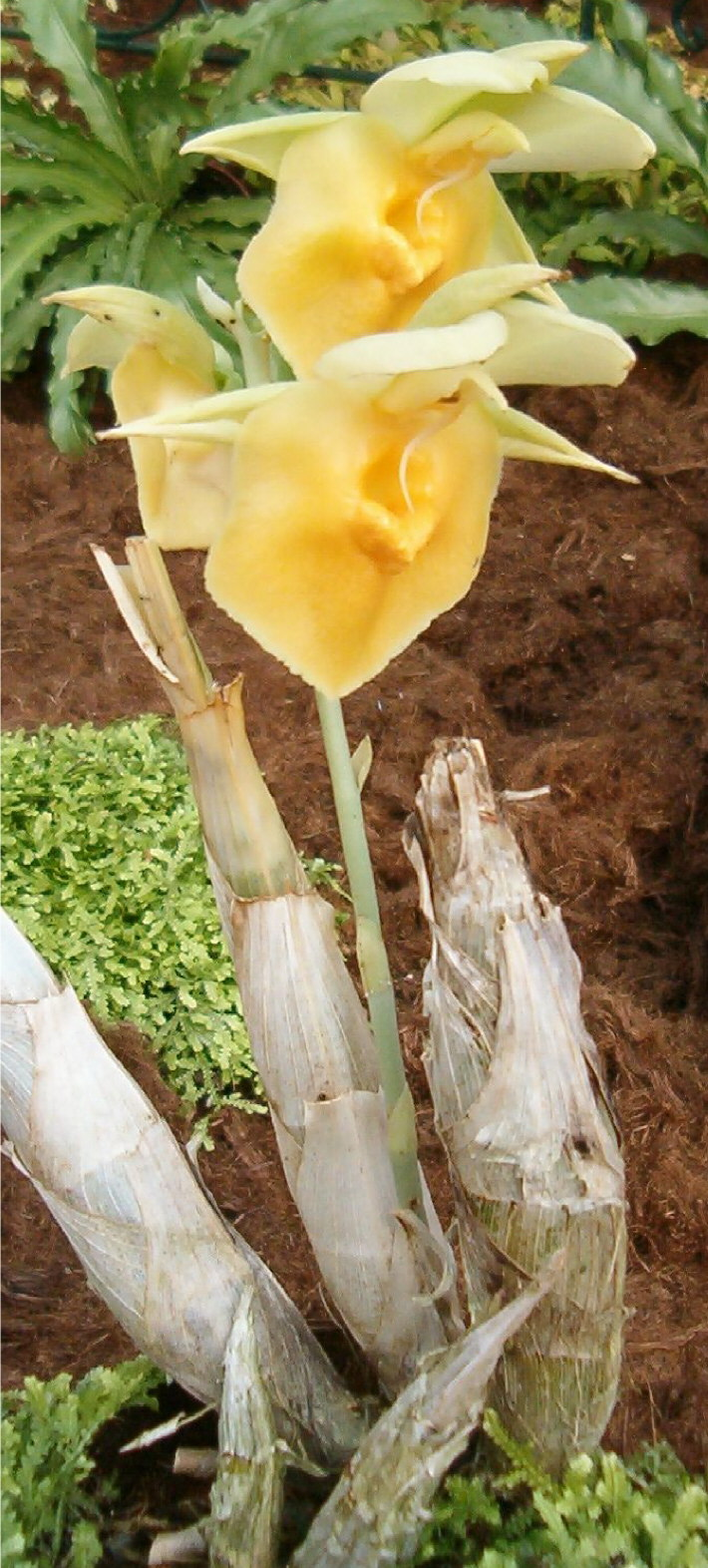
Catasetum expansum
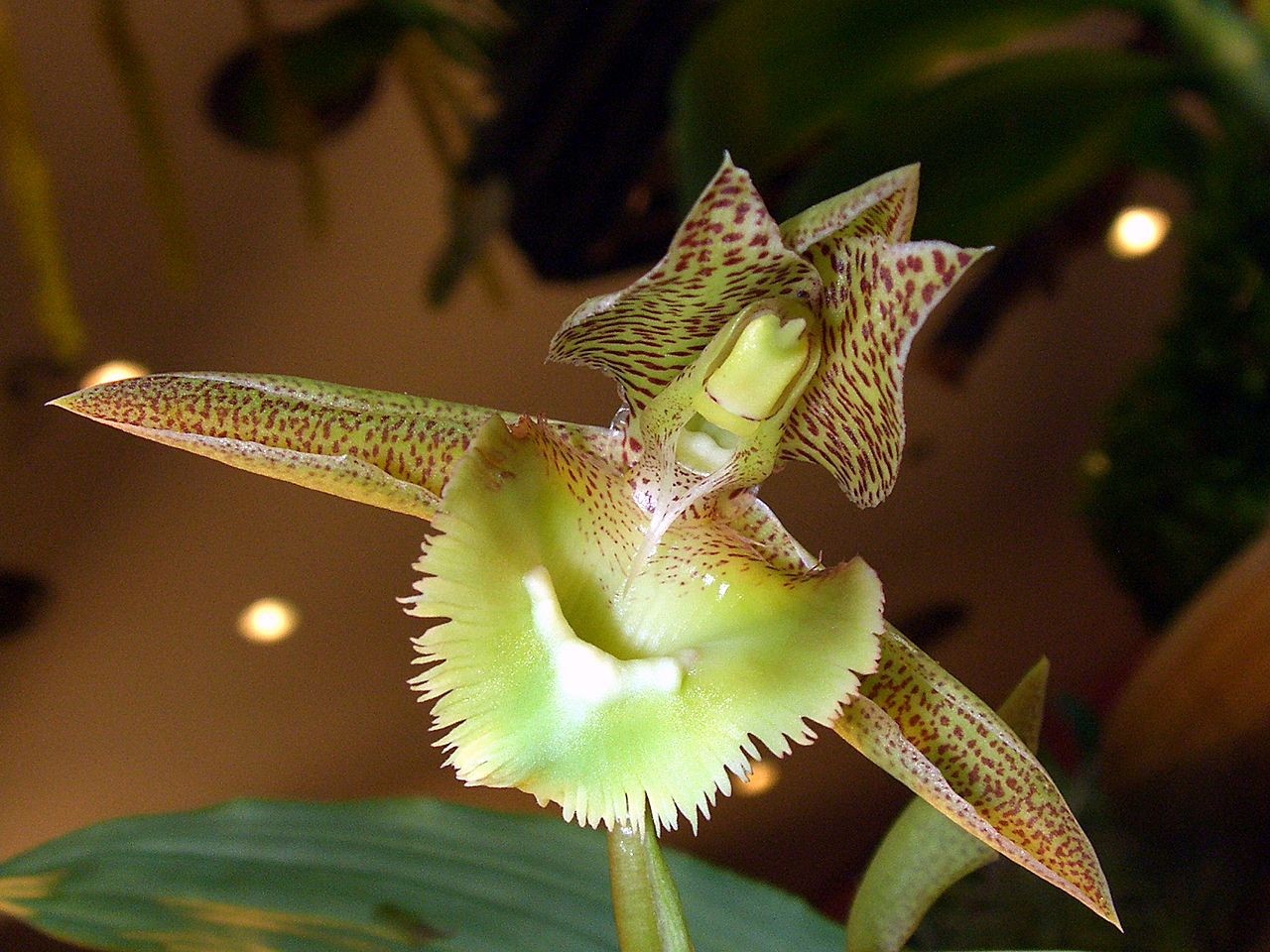
Catasetum fimbriatum
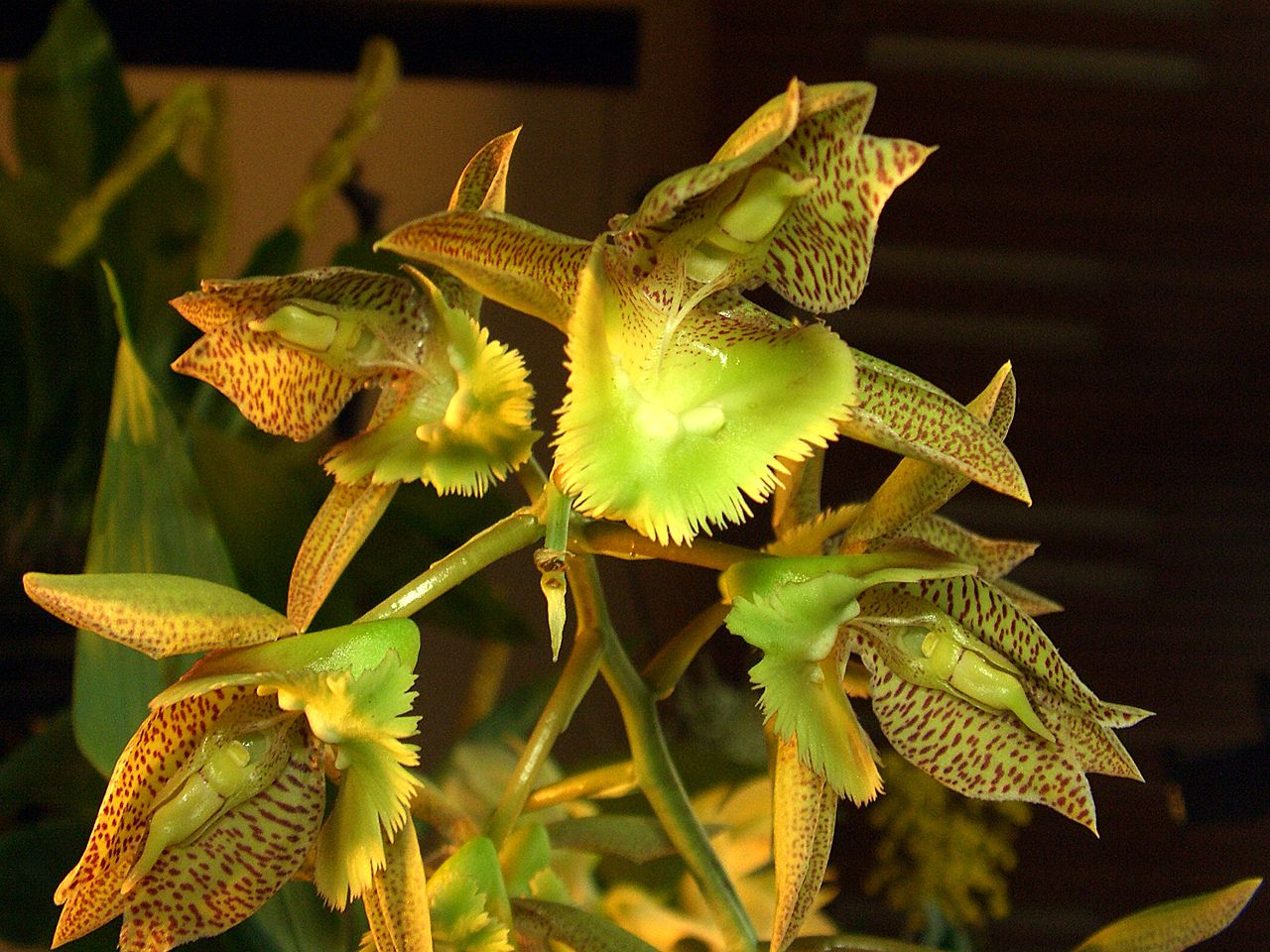
Catasetum fimbriatum
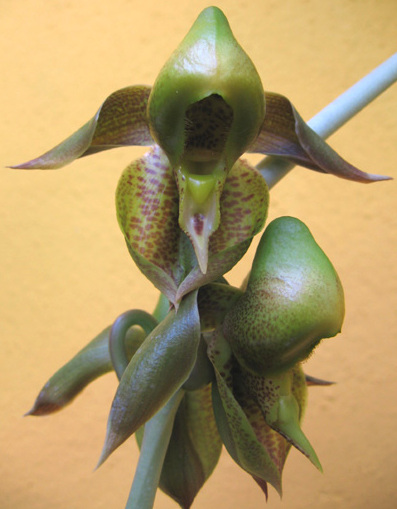
Catasetum maculatum
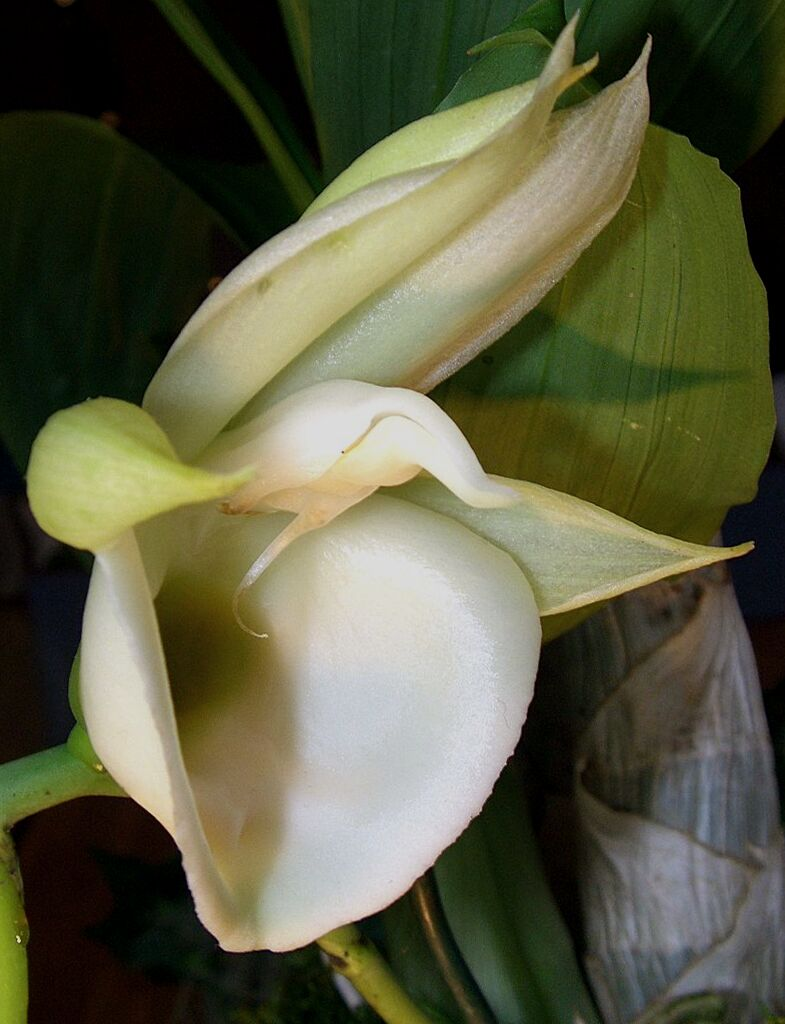
Catasetum pileatum
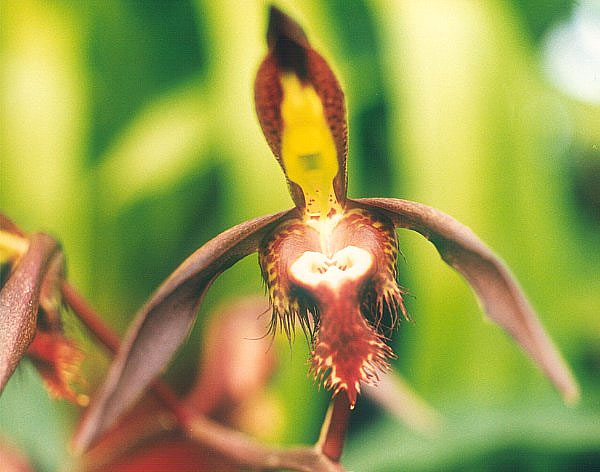
Catasetum saccatum
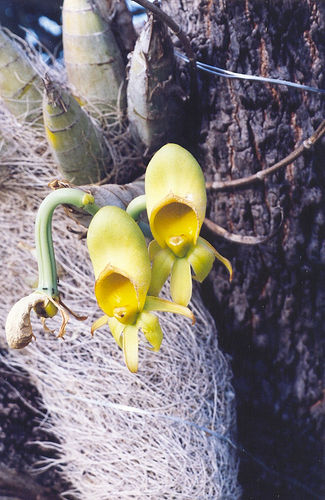